# Harald Strutz

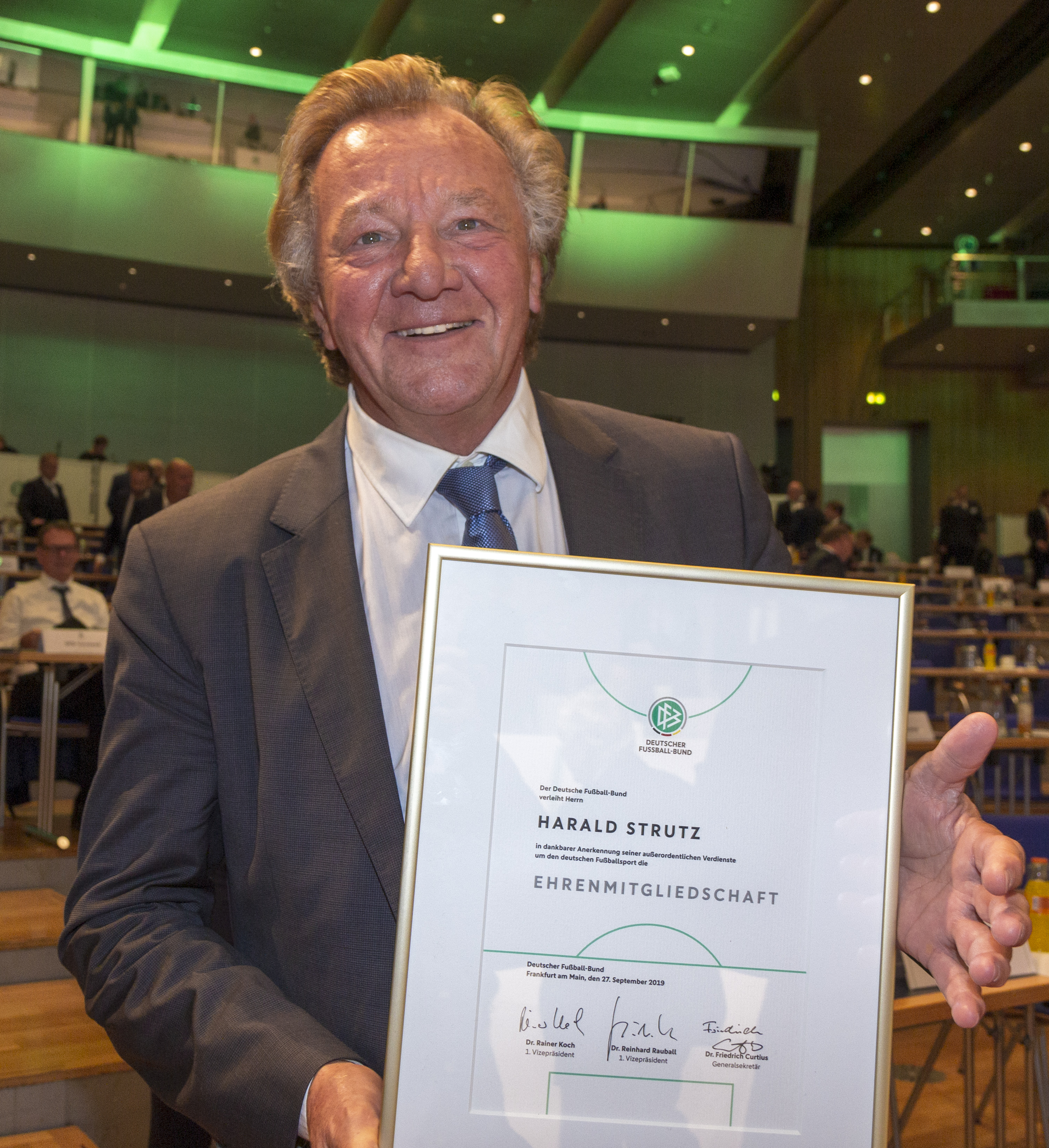
Harald Strutz, 2019

Harald Strutz (* 22. Dezember 1950 in Mainz) ist ein deutscher Sportfunktionär und ehemaliger Leichtathlet. Er war von 1988 bis 2017 Präsident des Sportvereins 1. FSV Mainz 05.

## Leben
Harald Strutz ist der jüngere Bruder von Walter Strutz. Er wuchs im Stadtteil Mainz-Hartenberg-Münchfeld auf, wo sein Vater die Geschäfte der „Pommersche Saatzucht“ führte. Strutz schlug den sportpolitischen Weg seines Vaters Walter Strutz sen. ein, der Vorsitzender der Mainzer FDP und ab 1951 Präsident von Mainz 05 war. Er machte 1970 Abitur am Gutenberg-Gymnasium in Mainz und studierte anschließend bis 1978 an der Johannes Gutenberg-Universität Mainz Jura und ist seit 1978 als Rechtsanwalt tätig.
Als Leichtathlet für den USC Mainz wurde er 1969 und 1970 jeweils Deutscher Vizemeister im Dreisprung. Seit 1980 ist Strutz Justiziar des Landessportbundes Rheinland-Pfalz. Außerdem gehört er seit 1996 dem DFB-Vorstand an, seit 2001 dem Ligavorstand des DFB und der DFL als stellvertretender Vorsitzender.
Strutz ist Mitglied der FDP, für die er von 1998 bis 2019 dem Stadtrat von Mainz angehörte. Dort trat er unter anderem für die stärkere Beteiligung von Frauen an der Stadtplanung von Mainz ein. Harald Strutz hatte als Stadtratsmitglied auch beratende Stimme im Ortsbeirat seines Wohnorts Mainz-Gonsenheim.

## Veröffentlichungen
- Strutz, Harald. Rechtsfibel für Vereine. Das Recht im Verein in Frage und Antwort. Schriftenreihe zum Deutschen Sporthandbuch, Deutscher Fachschriften-Verlag (Wiesbaden), 1986